# Искусство любить (фильм)
«Искусство любить» (фр. L'Art d'aimer) — романтическая кинокомедия французского режиссёра Эмманюэля Муре. Премьерный показ состоялся 7 августа 2011 года на Международном кинофестивале в Локарно, Швейцария. Российская премьера состоялась 12 апреля 2012 года.

## Сюжет
В сюжете фильма переплетаются несколько новелл, посвященных сложности взаимоотношений мужчин и женщин разных возрастов.
Молодой композитор пишет нежную, лирическую музыку, которая звучит в душе у влюблённого человека. Однако сам он, несмотря на бурную личную жизнь, никого полюбить не может...
Одинокая Изабель видит сон, в котором её лучшая подруга Зои настойчиво предлагает ей своего мужа в качестве полового партнера, дабы скрасить одиночество девушки. Вскоре сон становится реальностью...
Немолодой одинокий мужчина Ашиль ищет себе новую подружку. Неожиданно его посещает молодая и привлекательная соседка, которая прямо заявляет, что не прочь завести с героем роман.  Ашиль оказывается крайне рад подобному стечению обстоятельств, однако его ожидает столкновение с непростым характером девушки...
Супружескую пару бальзаковского возраста настигает разлад. Дама по имени Эммануэль заявляет мужу Полю, что уходит от него из-за постоянной тяги к другим мужчинам и чувства вины по этому поводу. Полю предстоит серьёзно осмыслить ситуацию...
Когда дружба Ванессы и Уильяма переросла в отношения, они пообещали сохранить заветы дружбы: не иметь друг от друга секретов, и не ущемлять свободу друг друга. Однако пару ждёт непростое испытание: Ванессу приглашает на свидание коллега по работе, не скрывая намерения провести с ней ночь. Ванесса рассказывает Уильяму, что она не против такого свидания...
Волей случая, девушка по имени Амели невольно побуждает своего друга Бориса признаться во влечении к ней. Смущенная Амели через некоторое время предлагает эксперимент: чувства можно проверить только отказавшись от использования главных человеческих обманщиков: зрения и слуха. Таким образом, Амели назначает Борису чётко спланированную встречу в темноте гостиничного номера. Однако, изменять своему мужу Людовику Амели не хочет, поэтому находит необычное решение в лице своей давней подруги Изабель. Всё складывается удачно, однако обману суждено раскрыться...

## Актёрский состав
| В ролях           |  | Персонаж      |
| ----------------- |  | ------------- |
| Франсуа Клюзе     |  | Ашиль         |
| Фредерик Бель     |  | соседка Ашиля |
| Жюли Депардьё     |  | Изабель       |
| Жюдит Годреш      |  | Амели         |
| Лоран Стокер      |  | Борис         |
| Гаспар Ульель     |  | Уильям        |
| Элоди Наварр      |  | Ванесса       |
| Паскаль Арбийо    |  | Зои           |
| Ариан Аскарид     |  | Эмманюэль     |
| Станислас Мерхар  |  | Лоран         |
| Луи-До де Ланксен |  | Людовик       |
| Филипп Маньян     |  | Поль          |
| Филипп Торретон   |  | рассказчик    |
| Микаэль Коэн      |  | муж Зои       |

## Награды и номинации
Полный перечень наград и номинаций — на сайте IMDB
| Премия                            | Категория                   | Имя            | Результат |
| --------------------------------- | --------------------------- | -------------- | --------- |
| Монреальский кинофестиваль (2011) | Лучший сценарий             | Эмманюэль Муре | награда   |
| Монреальский кинофестиваль (2011) | Grand Prix des Amériques    | Эмманюэль Муре | Номинация |
| Кинофестиваль в Локарно (2011)    | Variety Piazza Grande Award | Эмманюэль Муре | Номинация |
| Кинофестиваль в Гамбурге (2011)   | Foreign Press Award         | Эмманюэль Муре | награда   |